# جيورج أدلر (اقتصادي)
جيورج أدلر (بالألمانية: Georg Adler)‏ (و. 1863 – 1908 م) هو اقتصادي، وأستاذ جامعي ألماني، ولد في بوزنان، توفي في برلين، عن عمر يناهز 45 عاماً.